# Psilocybe cubensis
Psilocybe cubensis és una espècie de bolet agarical de la família de les himenogastràcies (Hymenogastraceae) amb propietats al·lucinògenes. Els seus principis actius més importants són la psilocibina i la psilocina. En el passat havia estat conegut com a Stropharia cubensis.